# Distretto di Gemerek
Il distretto di Gemerek (in turco Gemerek ilçesi) è uno dei distretti della provincia di Sivas, in Turchia.